# Kanton Rosans
Kanton Rosans (fr. Canton de Rosans) je francouzský kanton v departementu Hautes-Alpes v regionu Provence-Alpes-Côte d'Azur. Tvoří ho devět obcí.

## Obce kantonu
- Bruis
- Chanousse
- Montjay
- Moydans
- Ribeyret
- Rosans
- Saint-André-de-Rosans
- Sainte-Marie
- Sorbiers